# Armata
Armata (russisch Армата) bezeichnet ein Fahrgestell für eine Familie gepanzerter Gefechtsfahrzeuge des russischen Herstellers Uralwagonsawod aus Nischni Tagil. Erste Bilder wurden im Vorfeld der Parade zum Tag des Sieges 2015 veröffentlicht.

## Fahrzeuge auf Armata-Basis

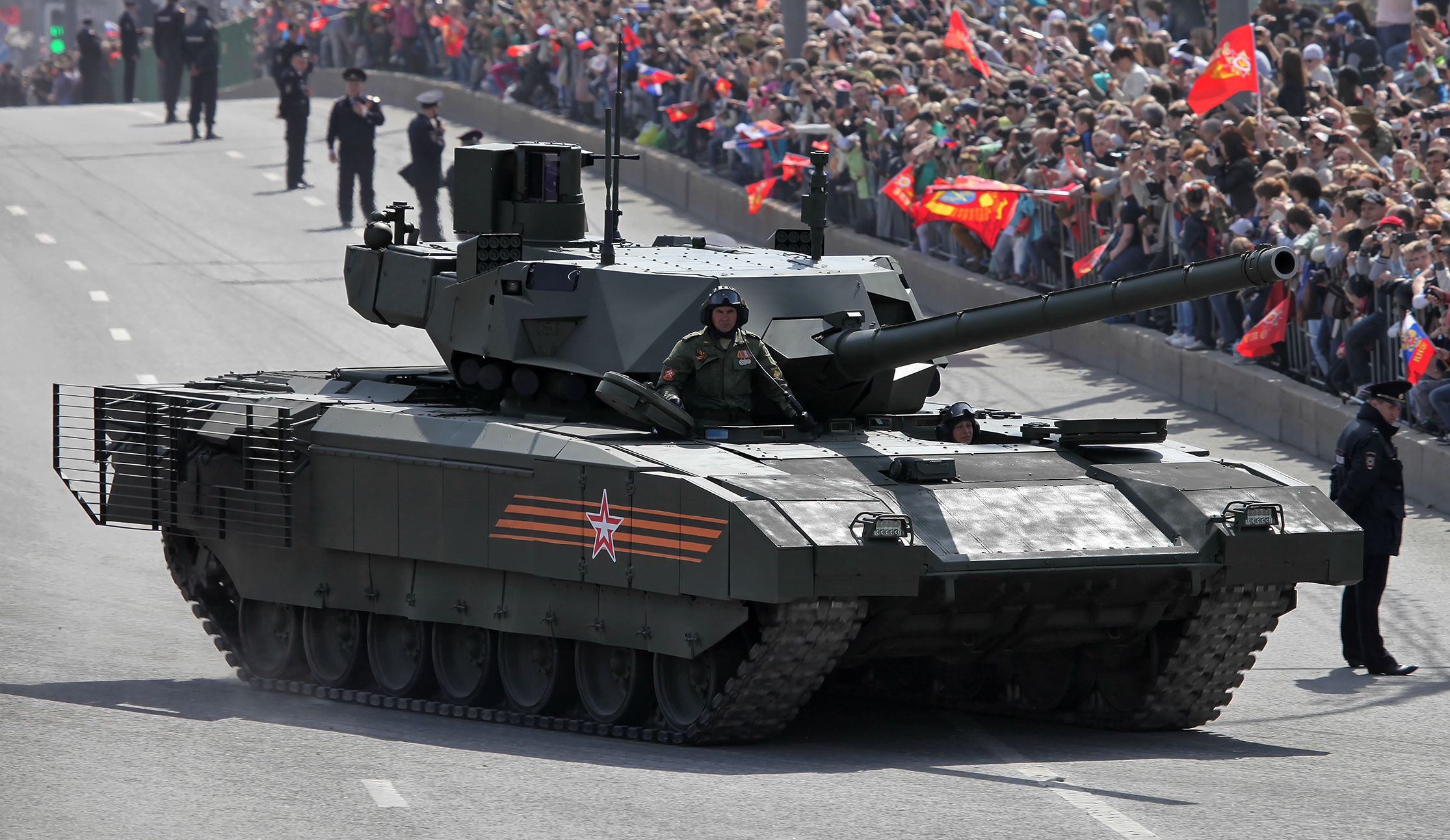
Kampfpanzer T-14

Das Gefechtsgewicht von Fahrzeugen auf der Armata-Plattform soll zwischen 30 und höchstens 65 t betragen. Als Triebwerk wird der Dieselmotor 12N360 verwendet.

### T-14
Der Kampfpanzer T-14 ist das Hauptprodukt der Armata-Familie. Herausstellungsmerkmal ist der unbemannte, ferngesteuerte Turm. Das russische Heer sollte nach ursprünglichen Angaben des russischen Verteidigungsministers bis 2020 ca. 2300 Exemplare des neuen Kampfpanzers erhalten. Diese Zahl wurde jedoch aufgrund hoher Kosten des Panzers stark reduziert. So sollten im Jahr 2019 zwölf T-14 des ersten Bauloses zulaufen. Der T-14 ist der erste seit Ende des Kalten Krieges neuentwickelte Kampfpanzer einer größeren panzerbauenden Nation.

### T-15

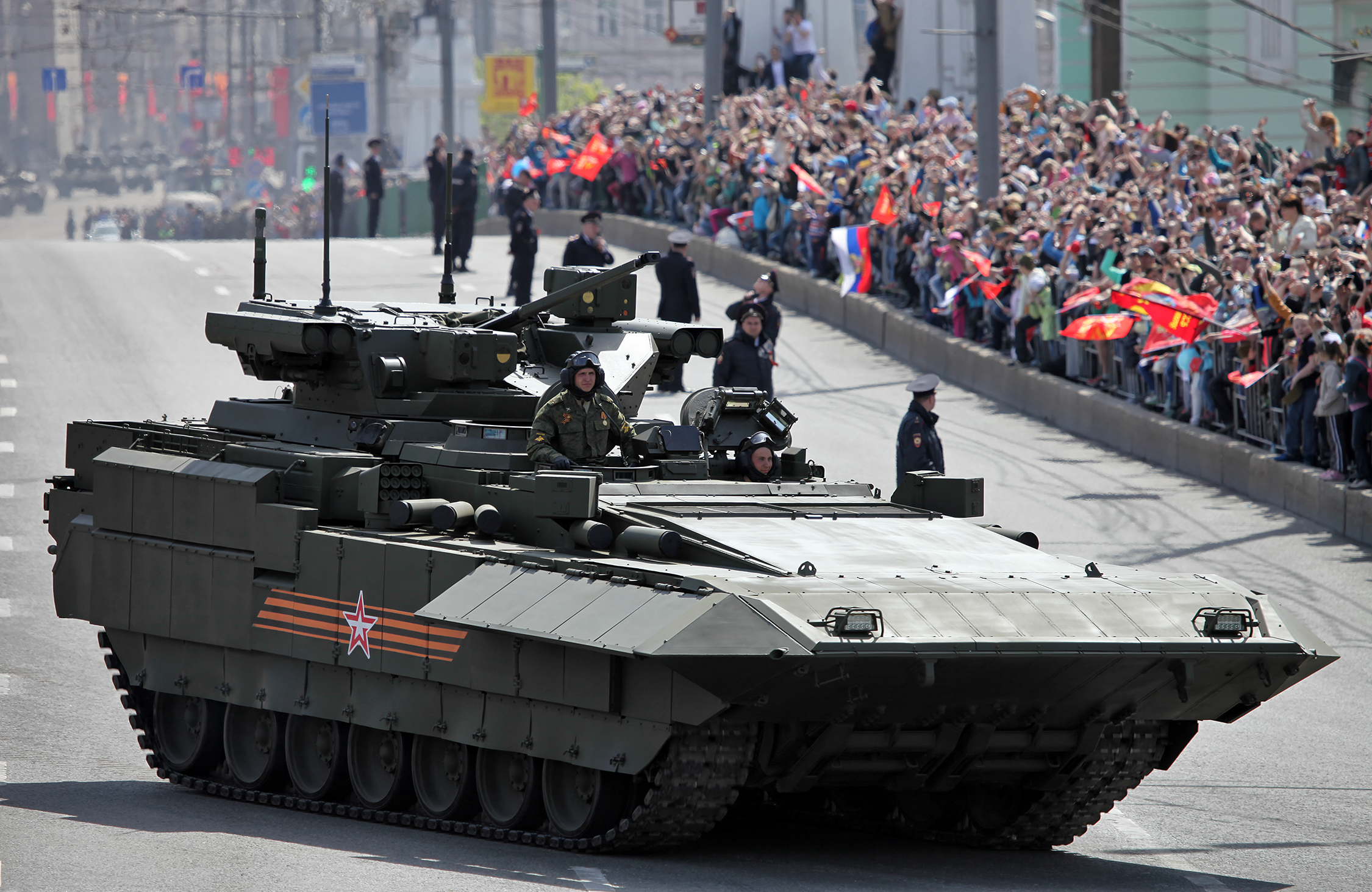
Schützenpanzer T-15

Beim Schützenpanzer T-15 wurden die Komponenten in der Wanne anders angeordnet, so dass sich Motor und Antriebsräder vorn befinden. Der Mannschaftsraum und der ferngesteuerte Turm befinden sich im bzw. auf dem Heck des Fahrzeuges. Der Turm soll der Waffenstation des ebenfalls 2015 präsentierten Kurganez-25 IFV entsprechen. Der T-15 kann eine motorisierte Schützengruppe mitführen.

### Geplante weitere Fahrzeuge
Auf dem Armata-Fahrgestell sollen weitere Fahrzeuge basieren, so die Panzerhaubitze 2S35 Koalizija-SW mit dem modifizierten Turm der 2S19 und ein Bergepanzer T-16 BREM. Auf Armata-Basis sind auch Panzermörser (mit 2S12-Mörser), Minenräumpanzer, Jagdpanzer, Minenlegepanzer und Brückenlegepanzer angedacht.